# Кривий (Румунія)
Кривий, Криве, Репедя (рум. Repedea) — комуна у повіті Марамуреш в Румунії. До складу комуни входить єдине село Кривий.
Комуна розташована на відстані 399 км на північ від Бухареста, 63 км на схід від Бая-Маре, 131 км на північний схід від Клуж-Напоки.

## Населення
За даними перепису населення 2002 року у комуні проживала 4761 особа.
Національний склад населення комуни:
| Національність   | Кількість осіб | Відсоток |
| ---------------- | -------------- | -------- |
| українці         | 4650           | 97,7%    |
| румуни           | 87             | 1,8%     |
| цигани           | 15             | 0,3%     |
| угорці           | 7              | 0,1%     |
| німці            | 1              | < 0,1%   |
| росіяни-липовани | 1              | < 0,1%   |

Рідною мовою назвали:
| Мова       | Кількість осіб | Відсоток |
| ---------- | -------------- | -------- |
| українська | 4636           | 97,4%    |
| румунська  | 101            | 2,1%     |
| циганська  | 15             | 0,3%     |
| угорська   | 7              | 0,1%     |
| російська  | 1              | < 0,1%   |
| татарська  | 1              | < 0,1%   |

Склад населення комуни за віросповіданням:
| Релігія                             | Кількість осіб | Відсоток |
| ----------------------------------- | -------------- | -------- |
| православні                         | 3028           | 63,6%    |
| п'ятдесятники                       | 1490           | 31,3%    |
| адвентисти                          | 155            | 3,3%     |
| реформати                           | 42             | 0,9%     |
| бретрени                            | 20             | 0,4%     |
| баптисти                            | 2              | < 0,1%   |
| лютерани (Аугсбурзького сповідання) | 2              | < 0,1%   |
| римо-католики                       | 1              | < 0,1%   |
| греко-католики                      | 1              | < 0,1%   |
| не релігійні                        | 1              | < 0,1%   |
| не вказали релігію                  | 11             | 0,2%     |

## Зовнішні посилання
- Дані про комуну Кривий на сайті Ghidul Primăriilor